# ارنست به زندان می‌رود
ارنست به زندان می‌رود (انگلیسی: Ernest Goes to Jail) یک فیلم در ژانر کمدی به کارگردانی جان آر. چری سوم است که در سال ۱۹۹۰ منتشر شد. از بازیگران آن می‌توان به جیم وارنی و گایلارد سارتاین اشاره کرد.